# Les Extrêmes
Les Extrêmes (titre original : The Extremes) est un roman de science-fiction de l'écrivain britannique Christopher Priest publié au Royaume-Uni en 1998 et en France en 2000. Il a obtenu le prix British Science Fiction du meilleur roman 1998.

## Éditions
- The Extremes, Simon & Schuster, 1998, 393 p.  (ISBN 978-0684816326)
- Les Extrêmes, Denoël, coll. « Lunes d'encre », 14 mars 2000, trad. Thomas Bauduret, 432 p.  (ISBN 978-2207249420)
- Les Extrêmes, Gallimard, coll. « Folio SF » no 187, 30 septembre 2004, trad. Thomas Bauduret, 496 p.  (ISBN 978-2070317073)